# Lista de distritos de Quixadá

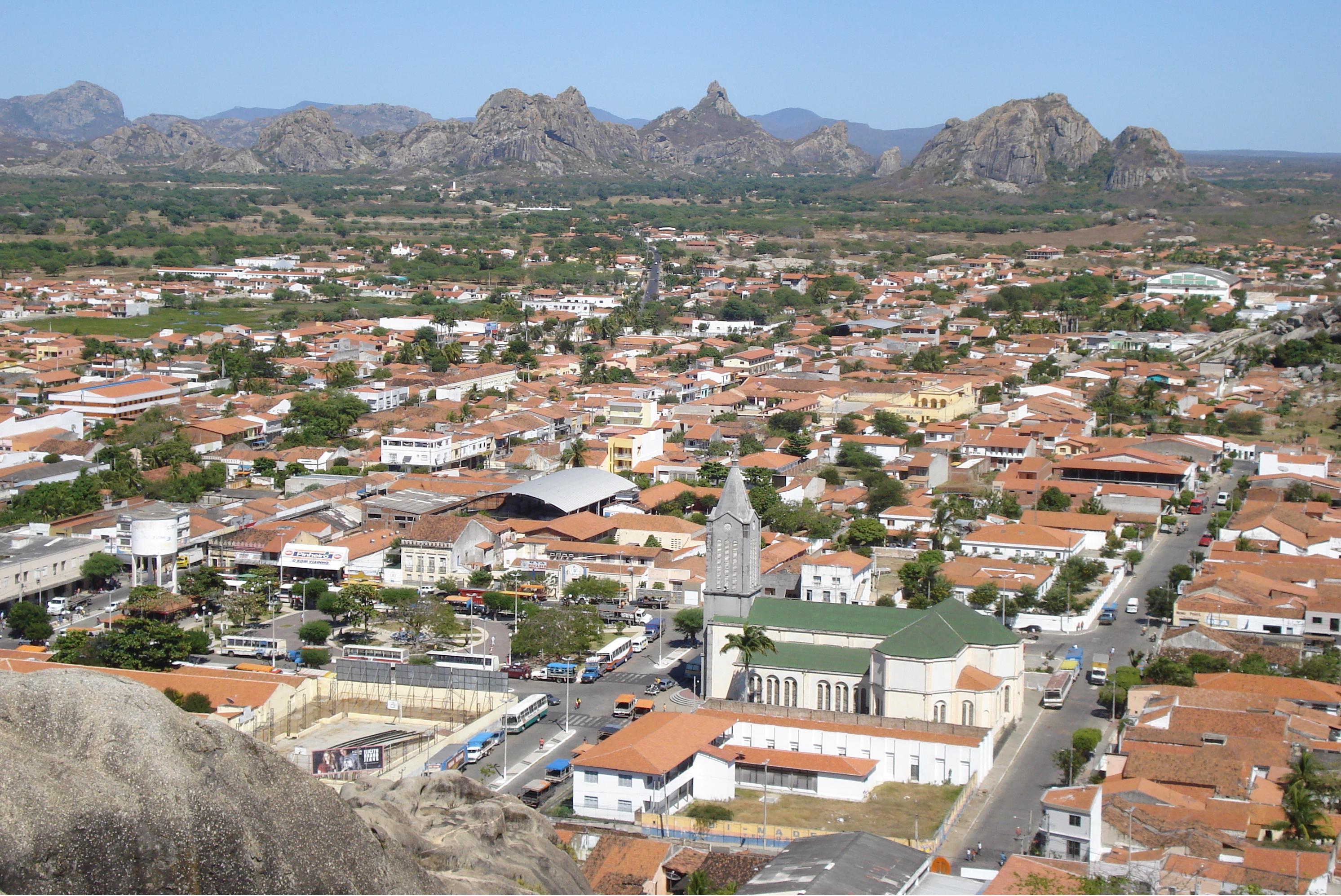
Vista parcial do centro da cidade, no distrito-sede.

Essa é a lista de distritos de Quixadá, que são uma divisão oficial do município brasileiro supracitado, localizado no interior do estado do Ceará. As subdivisões estão de acordo com dados dos censos demográficos realizados pelo Instituto Brasileiro de Geografia e Estatística (IBGE). O distrito-sede, que é onde se encontram muitos dos bairros de Quixadá e o centro da cidade, foi criado pela lei provincial nº 1.305 de 5 de novembro de 1869, então pertencente a Quixeramobim.
Quixadá foi emancipada pela lei provincial nº 1.347 de 27 de outubro de 1870, sendo reconhecida como cidade pela lei provincial nº 2.166 de 17 de agosto de 1889. Desde então, ocorreu a criação de diversos distritos do município, além da emancipação de Ibaretama, desmembrado em 8 de maio de 1988. De acordo com o IBGE, restavam 13 distritos em 2022, sendo que o distrito-sede era o mais populoso, contando com 59 163 habitantes, seguido por Cipó dos Anjos, com 4 466 moradores.

## Distritos de Quixadá
| Distrito                | Código IBGE | Habitantes (2022) | Domicílios particulares (2022) | Data de criação        |            |           |       |     |                       |
| ----------------------- | ----------- | ----------------- | ------------------------------ | ---------------------- | ---------- | --------- | ----- | --- | --------------------- |
| Distrito                | Código IBGE | Habitantes (2022) | Domicílios particulares (2022) | Data de criação        | Califórnia | 231130618 | 1 455 | 510 | 9 de setembro de 1993 |
| Cipó dos Anjos          | 231130625   | 4 466             | 1 625                          | 8 de janeiro de 1964   |            |           |       |     |                       |
| Custódio                | 231130630   | 2 888             | 1 014                          | década de 1930         |            |           |       |     |                       |
| Daniel de Queiroz       | 231130635   | 935               | 301                            | 4 de dezembro de 1933  |            |           |       |     |                       |
| Dom Maurício            | 231130640   | 1 664             | 537                            | 13 de julho de 1899    |            |           |       |     |                       |
| Juatama                 | 231130650   | 2 795             | 925                            | 4 de dezembro de 1933  |            |           |       |     |                       |
| Juá                     | 231130643   | 1 420             | 494                            | 9 de setembro de 1993  |            |           |       |     |                       |
| Quixadá (distrito-sede) | 231130605   | 59 163            | 20 330                         | -                      |            |           |       |     |                       |
| Riacho Verde            | 231130652   | 1 254             | 424                            | 26 de outubro de 2000  |            |           |       |     |                       |
| São Bernardo            | 231130657   | 986               | 342                            | 10 de outubro de 1991  |            |           |       |     |                       |
| São João dos Queiroz    | 231130659   | 1 984             | 632                            | 14 de setembro de 1990 |            |           |       |     |                       |
| Tapuiará                | 231130665   | 2 320             | 825                            | 7 de outubro de 1914   |            |           |       |     |                       |
| Várzea da Onça          | 231130670   | 2 838             | 1 012                          | 6 de abril de 2000     |            |           |       |     |                       |